# Parrot (entreprise)
Pour les articles homonymes, voir Parrot.
Parrot est un fabricant français de drones professionnels fondé en 1994.

## Historique

### Création et premiers produits
En 1994, Parrot est créée par Jean-Pierre Talvard, Henri Seydoux, et Christine de Tourvel, et est alimentée par le fonds de capital-risque Sofinnova. La société développe des technologies de reconnaissance vocale, et commercialise le premier agenda électronique à reconnaissance vocale en 1995. Il permet de répéter à voix haute ce qui lui a été indiqué précédemment, d'où le nom de perroquet. Un accord est conclu avec IBM, qui fabrique, en 1995-1996, la première série du produit. L'entreprise met en place un partenariat avec Ericsson pour une intégration dans les téléphones de voiture. En 2001, Parrot commercialise le premier kit mains-libres sans-fil Bluetooth.
Le système est ensuite intégré dans des autoradios. Par la suite, l'entreprise a produit les équipements Bluetooth de Pioneer. 
En 2006, Parrot est introduit en bourse sur le marché Eurolist d'Euronext.

### Conception de drones
Parrot présente en 2010 son premier drone Parrot AR.Drone au CES, qui fait partie des premières commercialisation des drones grand-public.
L'entreprise acquiert en 2011 les sociétés françaises Varioptic (lentille numérique) et DiBcom (puces de réception TV pour mobiles et voitures). En 2012, Parrot acquiert 57 % du fabricant suisse de drones senseFly, et les revend en 2021 à AgEagle.
L'entreprise commercialise également différents produits grand-public, tels que des cadres photo ou des enceintes pour iPod, le casque audio Zik, dessiné par Philippe Starck, ou le capteur sans fil pour plantes Flower Power.
En 2015, Parrot investit dans des start-ups de drones : Airinov (drones pour l'agriculture, fermée en 2019), Micasense - revendu en 2020 à AgEagle (capteurs pour drones agricoles), EOS Innovation (robotique de surveillance) et participe au capital d'Iconem (modélisation 3D par drones des sites historiques menacés).
En 2016 le Parrot Disco Drone, le premier drone de type aile volante de la marque, est commercialisé. La même année, l'entreprise créée la filiale Air Support dédiée aux services aux professionnels basés sur l’utilisation de drones. Elle vise les services d’imagerie, de modélisation 3D et de diagnostic pour les domaines de l'immobilier et de la construction.

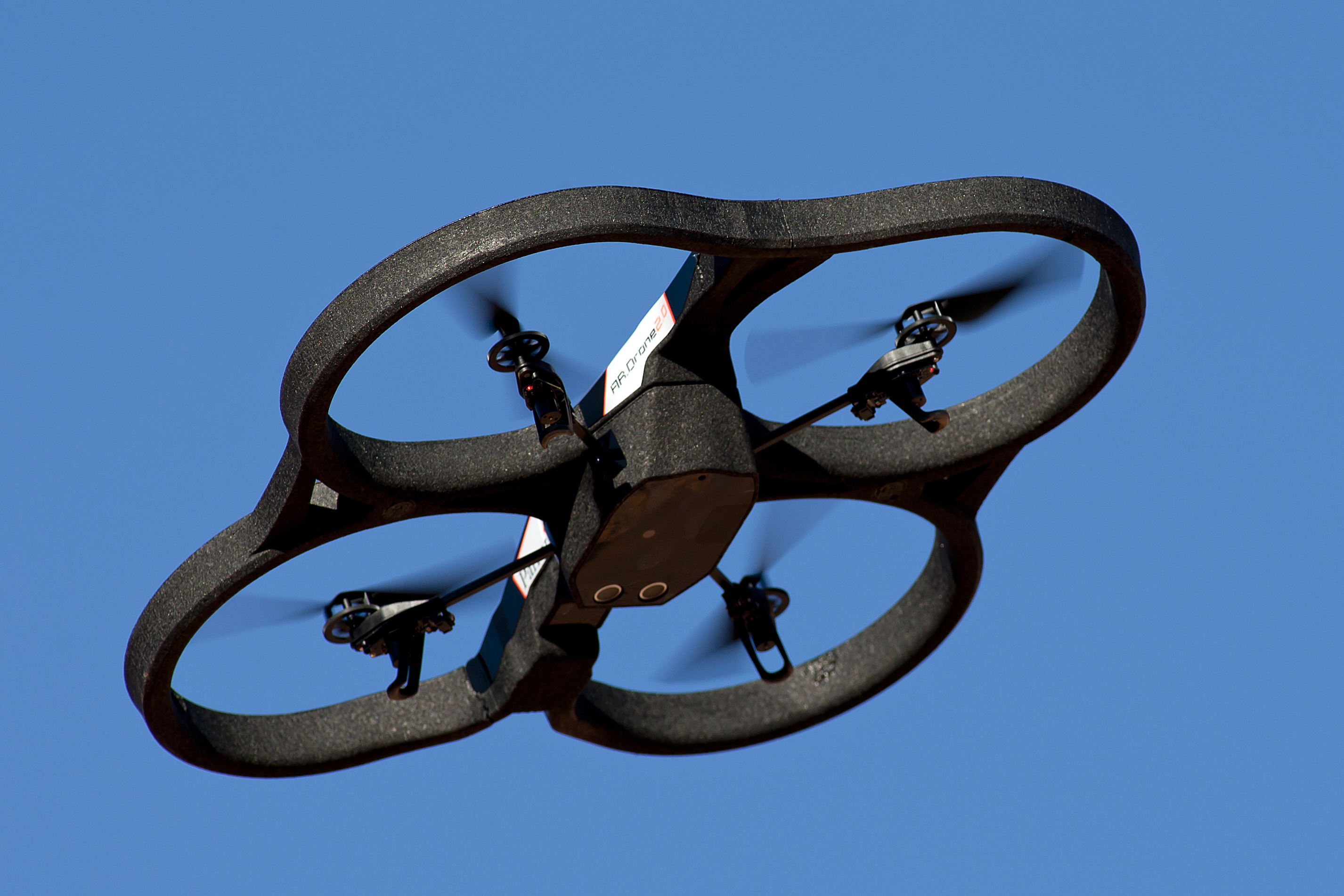
Drone Parrot AR.Drone 2.0 avec sa coque de protection
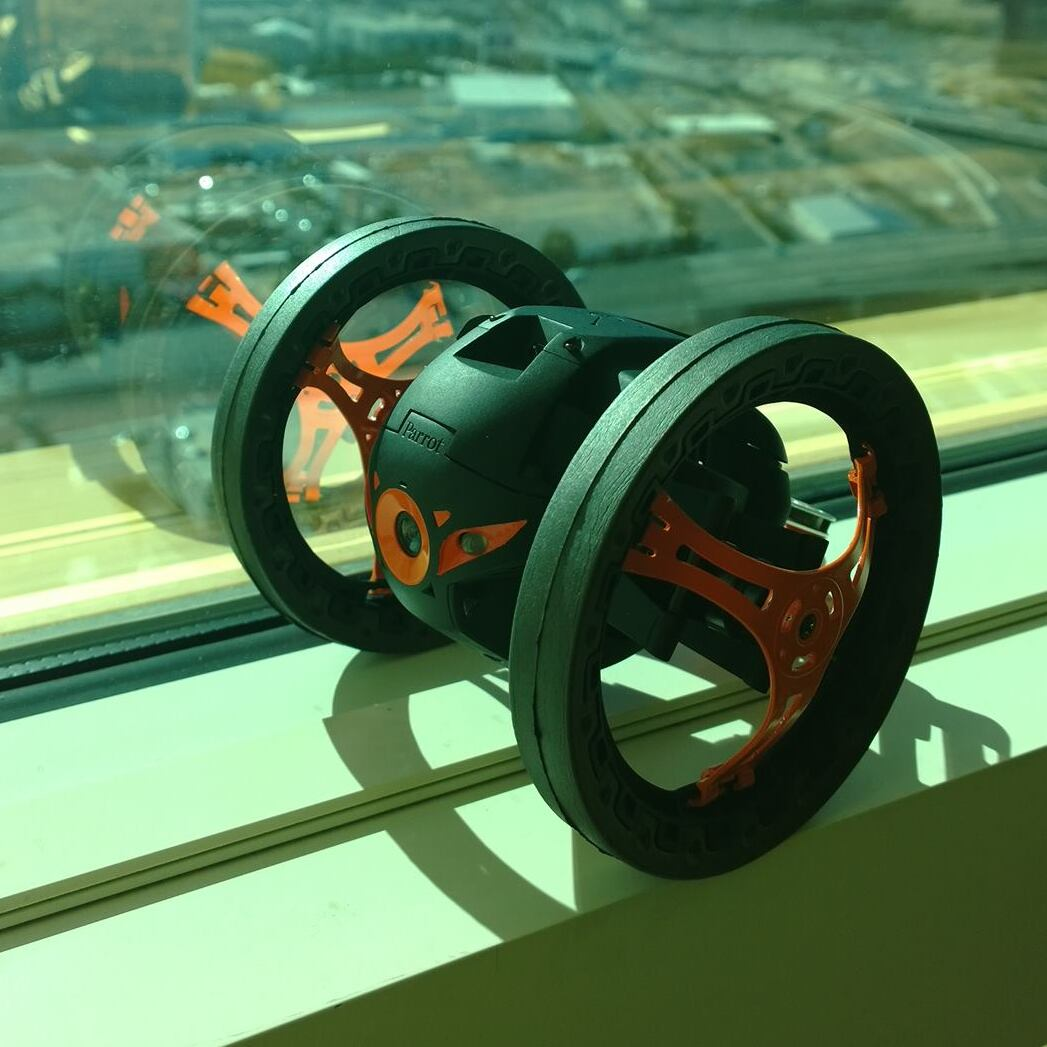
Jouet robotique Parrot Jumping Sumo
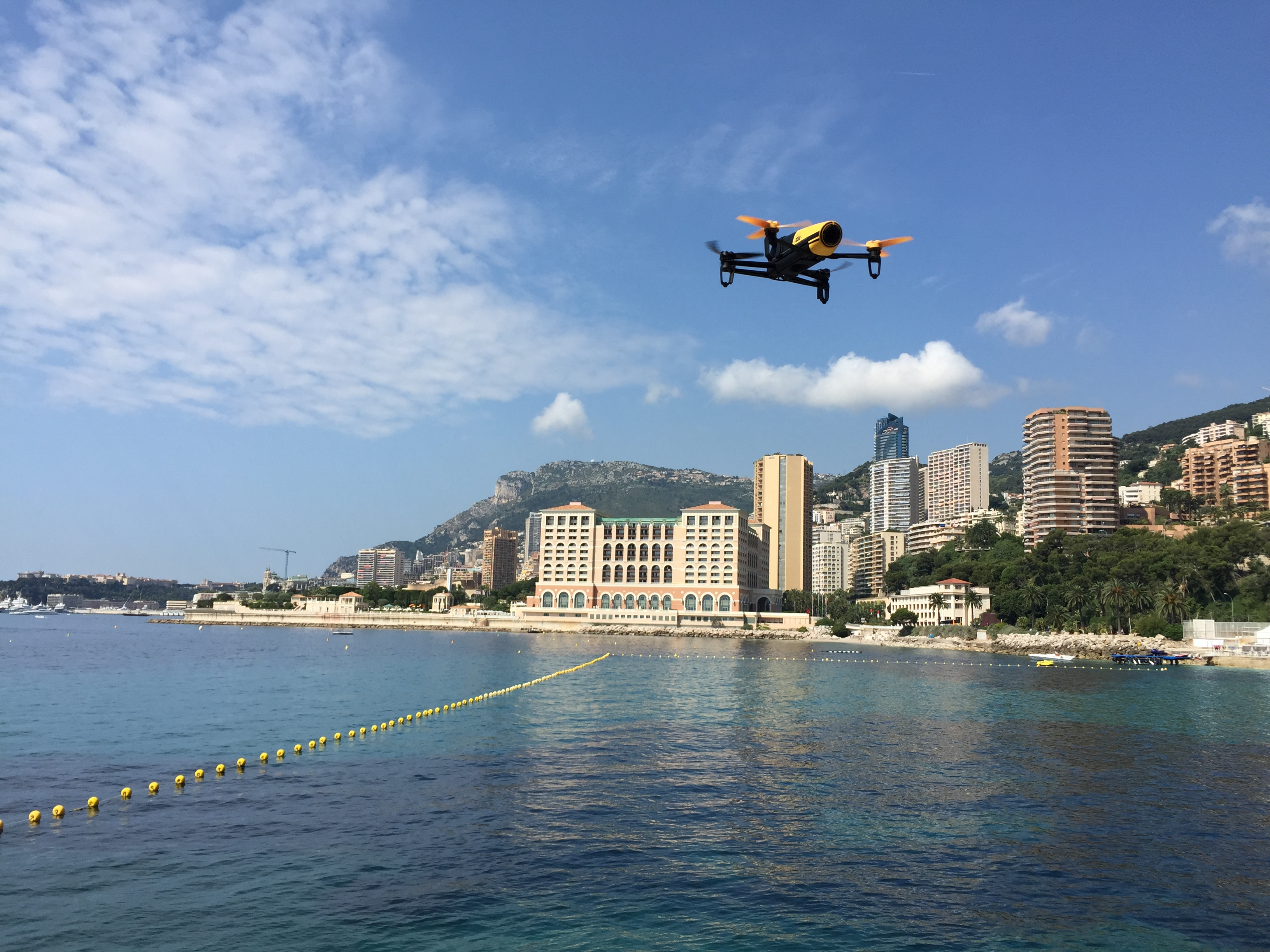
Drone de loisir Bebop
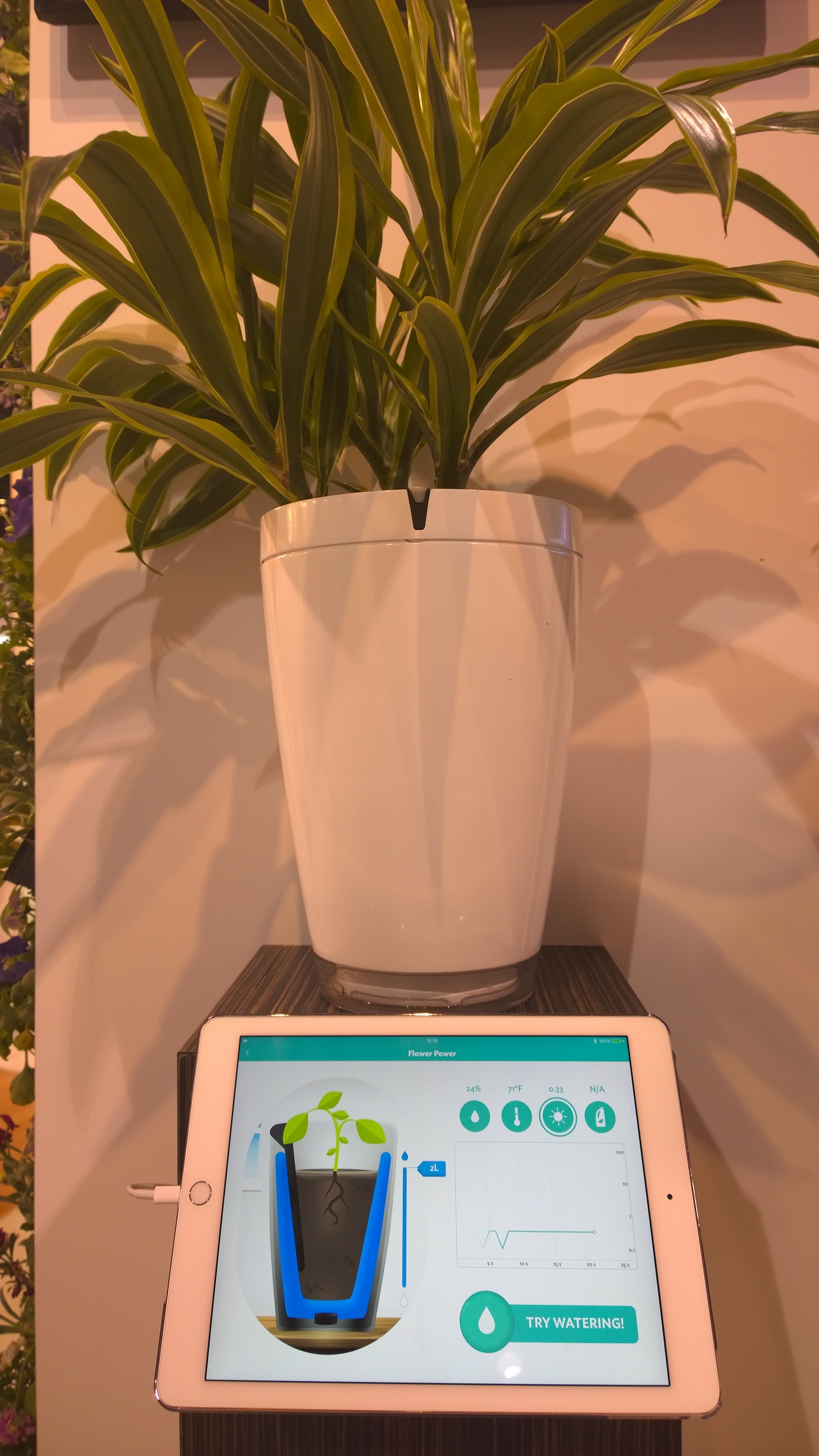
Pot de fleur Flower Power
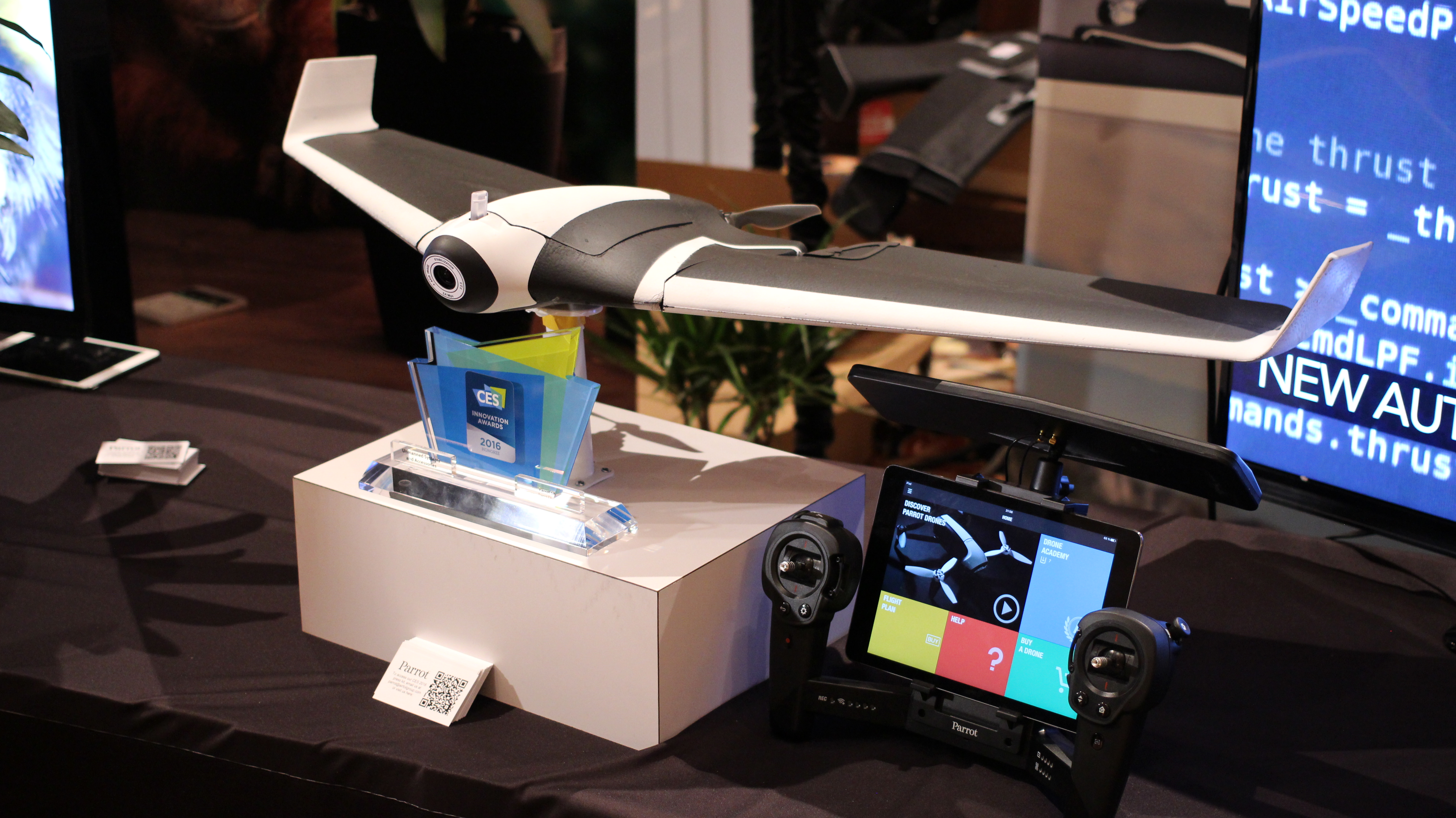
Drone FPV Parrot Disco

### Évolution de son activité

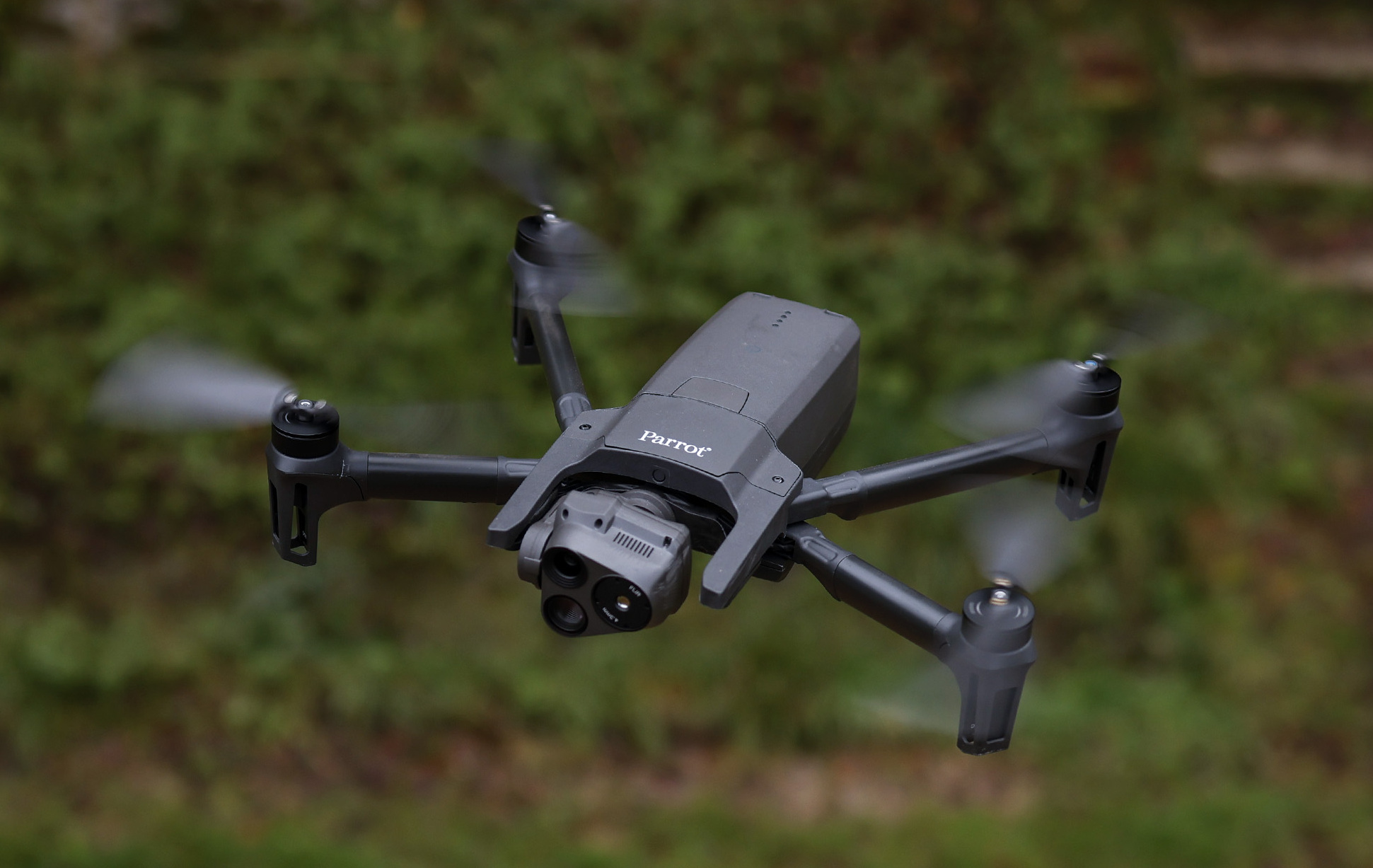
Drone ANAFI USA

Drone ANAFI Ai

En janvier 2017, Parrot annonce la suppression de 290 postes sur les 840 que compte l'entreprise à la suite d'une baisse des ventes. L'entreprise française est confrontée à une concurrence chinoise, notamment de la part de l'entreprise DJI,. Elle répond à cette concurrence en mettant en garde les pouvoirs publics européens et américains sur les risques d’attribution d’appels d’offres au groupe chinois.
La même année, la filiale Parrot Automotive (kits mains libres et équipements connectés) passe sous le contrôle du groupe français Faurecia (qui en aura acquis la totalité en 2022) et tous les autres objets connectés (casques hi-fi, pots de fleur connectés, etc.) sont abandonnés définitivement.
Ainsi, l'entreprise a abandonné le secteur grand public et se centre uniquement sur sur des drones quadricoptères professionnels. L’entreprise réoriente à partir de 2018 son modèle économique par une montée en gamme, planifiant une baisse des volumes compensée par une hausse des prix.  Ils sont destinés aux marchés de la sécurité et de la défense ainsi qu'à l'inspection et à la photogrammétrie, et les logiciels d'analyse de données aériennes,. Dans la foulée, le co-fondateur Henri Seydoux enclenche une offre publique d'achat.
Cette réorientation n'a pas fonctionné comme espéré, puisque le chiffre d’affaires passe de 109 millions d’euros en 2018 à 65 millions d’euros en 2023. L'année 2023 est compliquée, marquée par un chiffre d'affaires en baisse et des pertes financières. Parrot réduit l'année suivante ses effectifs en France de près d'un tiers, passant de 155 à 110 employés. L'entreprise espère pouvoir bénéficier du contexte géopolitique amenant au réarmement des armées occidentales, en proposant des drones bénéficiant de fonctionnalités avancées.

## Activité
Parrot est initialement spécialisée dans les technologies liées à la reconnaissance vocale et au traitement du signal pour applications embarquées et mobiles, appliquées aux aspects de la téléphonie en voiture : chipsets, algorithmes, Bluetooth et logiciels applicatifs.
Désormais, l'entreprise se concentre exclusivement sur la production et la vente de drones, destinés à un usage professionnel et non de loisir. À ce titre, elle signe en janvier 2021 un contrat de 300 micro-drones avec la Direction générale de l'Armement (DGA),. Les armées finlandaise, britannique, espagnole et les douanes américaines font aussi l'acquisition du modèle ANAFI USA (fabriqué aux Etats-Unis) entre 2021 et 2022.

## Identité visuelle
Parrot signifiant « perroquet » en anglais, le premier logo de l'entreprise représentait l'oiseau.

Ancien logo
Logo actuel

## Activité de lobbying
Parrot Drones est inscrit comme représentant d'intérêts auprès de l'Assemblée nationale. L'entreprise déclare à ce titre qu'en 2015, les coûts annuels liés aux activités directes de représentation d'intérêts auprès du Parlement sont compris entre 50 000 et 100 000 euros.
L'entreprise est également inscrite depuis 2016 au registre de transparence des représentants d'intérêts auprès de la Commission européenne. Elle déclare en 2016 pour cette activité un salarié à temps plein et des dépenses d'un montant compris entre 100 000 et 200 000 euros.

## Affaire judiciaire
En juillet 2024, l'Autorité des marchés financiers (AMF) a condamné à 420 000 euros d'amendes au total la société Parrot et deux de ses dirigeants, dont Henri Seydoux. Cette condamnation a pour origine la diffusion d'informations fausses ou trompeuses dans son rapport financier semestriel 2018,.